# Chalybion parvulum
Chalybion parvulum là một loài côn trùng cánh màng trong họ Sphecidae, thuộc chi Chalybion. Loài này được Hensen miêu tả khoa học đầu tiên năm 1988.